# Miljöledningssystem
Ett miljöledningssystem (MLS) är ett verktyg för att effektivisera och rationalisera företags och organisationers miljöarbete. Det är en term för en organisations policyer, mål, rutiner, instruktioner, mallar och journaler rörande miljöområdet. Dito fristående eller sammanbundna system kan också finnas för kvalitets-, arbetsmiljö-, säkerhets- eller IT-området.
Ofta är "dokumenten" sammanknutna i en mapp, pärm, datamapp eller i ett intranät. Syftet med ett miljöledningssystem är att styra och dokumenterat minska miljöpåverkan från organisationen.
Miljöledningssystem kan certifieras ex. enligt standarden ISO 14001 eller registreras enligt EMAS-förordningen av en certifieringsrevisor respektive godkänd EMAS-kontrollant. Man kan också skapa ett miljöledningssystem efter egna kriterier, vilket vissa kommuner och organisationer gör. Ett sådant exempel är Serviceentreprenörerna Almega som har egna krav på sina medlemmars miljöledningssystem. 
Ett miljöledningssystem i enlighet med ISO 14000-serien bygger på en process som bland annat innehåller planering, genomförande, uppföljning samt åtgärder för kontinuerlig förbättring av en organisations miljöarbete.